# Eunidia albolineatipennis
Eunidia albolineatipennis es una especie de escarabajo longicornio del género Eunidia, categorizada en la tribu Eunidiini, de la subfamilia Lamiinae. Fue descrita por Breuning en 1968.

## Descripción
Mide 6-6,5 mm de longitud.

## Distribución
Se distribuye por Costa de Marfil.